# Kay Werner Nielsen
Kay Werner Nielsen (28. maj 1921 i Aarhus, død 13. marts 2014 i København) var en dansk cykelrytter. Han var især kendt for hele 14 sejre i seksdagesløb. En hel del af sejrene blev hentet sammen med tidens andre store navne; Evan Klamer og Palle Lykke Jensen.

## Resultater
- Seksdagesløb (liste ikke helt komplet)
  - 1951: Seks-dages i København (med Oscar Plattner)
  - 1952: Seks-dages i København (med Lucien Gillen)
  - 1955: Seks-dages i København (med Evan Klamer)
  - 1955: Seks-dages i Aarhus (med Evan Klamer)
  - 1956: Seks-dages i Zürich (med Gerrit Schulte)
  - 1956: Seks-dages i Frankfurt a.m. (med Evan Klamer)
  - 1958: Seks-dages i Aarhus (med Palle Lykke Jensen)
  - 1958: Seks-dages i Dortmund (med Palle Lykke)
  - 1959: Seks-dages i Berlin (med Palle Lykke Jensen)
  - 1959: Seks-dages i Hannover (med Palle Lykke Jensen)
  - 1959: Seks-dages i Frankfurt (med Palle Lykke Jensen)
  - 1960: Seks-dages i Frankfurt (med Palle Lykke Jensen)
  - 1960: Seks-dages i Zürich (med Palle Lykke Jensen)
  - 1961: Seks-dages i Aarhus (med Palle Lykke)
  - (Dertil kommer 21 top-3 placeringer)
- Andre løb
  - 1951: VM-bronze i 5 km forfølgelsesløb
  - 1953: VM-sølv i 5 km forfølgelsesløb
  - 1956: VM-bronze i 5 km forfølgelsesløb
  - 13 dobbelt dansk mester i 5 km forfølgelsesløb (1948 – 1960)

## Ekstern henvisninger
- En myte fylder 80 Arkiveret 29. september 2006 hos  Wayback Machine
- Kay Werner Nielsens profil på CycleBase (engelsk)
- Kay Werner Nielsens profil på Cykelsiderne